# Highly Suspect
Highly Suspect is een Amerikaanse rock band uit Cape Cod, Massachusetts.

## Geschiedenis
De band werd opgericht door de tweelingbroers Rich (bass, backing vocals) en Ryan Meyer (drums, backing vocals) samen met hun beste vriend Johnny Stevens (gitaar, lead vocals). Ze begonnen hun carrière als een bar cover-band. Nadien verplaatsten ze zich naar New York waar ze hun eerste EP The Worst Humans opnamen met producer Joel Hamilton (Elvis Costello, The Black Keys, Wu-Tang Clan). 
Op 17 juli 2015 kwam hun debuutalbum Mister Asylum uit. Hier verdienden ze een nominatie voor Best Rock Album op de 58ste Grammy Awards. Hun nummer Lydia was genomineerd voor Best Rock Song. Hun tweede plaat, The Boy Who Died Wolf werd uitgegeven op 18 november 2016.
Het tweede album The Boy Who Died Wolf verscheen op 18 november 2016. Er werden drie singles uitgebracht; Serotonia en My Name Is Human in 2016 en Little One in 2017. De laatste twee belandden op de hoogste positie van de Graadmeter van Pinguin Radio in respectievelijk 2016 en 2017.

## Discografie

### Studioalbums
- Mister Asylum (2015)
- The Boy Who Died Wolf (2016)
- MCID (2019)
- The Midnight Demon Club (2022)
- As Above, So Below (2024)

### Compilatiealbums
- Highly Suspect (2011)

### Ep's
- First Offense (2009)
- The Gang Lion EP (2010)
- The Worst Humans (2012)
- Black Ocean (2013)